# الجبال الهيبليانية

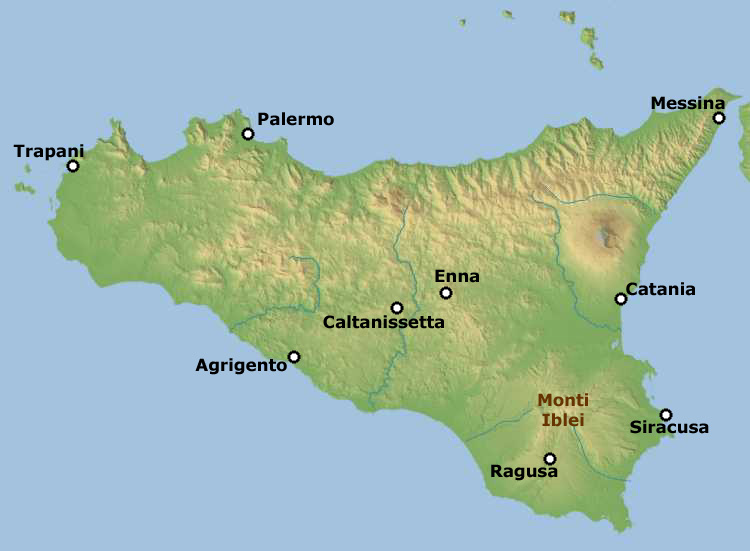
موقع جبال مونتي ابيلي

الجبال الهيبليانية (بالإيطالية: Monti Iblei)‏ هي سلسلة جبال في جنوب شرق صقلية في إيطاليا. تقع هذه الجبال في مقاطعات رغوس وسرقوسة وكتانيا وأعلى قممها مونتي لاورو عند 986 م.